# De Munt
De Munt/La Monnaie (franska Théâtre Royal de la Monnaie, respektive nederländska Koninklijke Muntschouwburg för "Kungliga Myntteatern"), är Belgiens nationalopera och främsta operahus beläget i centrala Bryssel. 
De tre senaste decennierna har De Munt/La Monnaie återtagit sin plats som ett av Europas mest framträdande operahus främst tack vare operacheferna Gérard Mortier och Bernard Foccroulle och chefsdirigenten Antonio Pappano.

## Bakgrund
Den första teatern byggdes mellan 1695 och 1700. Den nuvarande byggnaden är den tredje teatern på samma plats. Fasaden till dagens operahus är kvar från 1818, medan omfattande renoveringar gjorts både 1856 och 1986. 
De Munt/La Monnaie spelade en viktig roll vid bildandet av Kungariket Belgien. Den 25 augusti 1830 framfördes Aubers romantiska opera La Muette de Portici (franska för "Den stumme i Portici"). Arian "Den heliga kärleken till fosterlandet" fick ett sådant gensvar att publiken reste sig och gick ut på torget utanför operan, där man startade ett demonstrationståg mot kungen Vilhelm I av Nederländerna under ropet "Leve friheten". Det blev en avgörande fas i det Belgiska upproret, som till slut ledde till bildandet av en ny oberoende nation i Europa.